# Thaduka multicaudata
Thaduka multicaudata är en fjärilsart som beskrevs av Moore 1878. Thaduka multicaudata ingår i släktet Thaduka och familjen juvelvingar. Inga underarter finns listade i Catalogue of Life.

## Bildgalleri

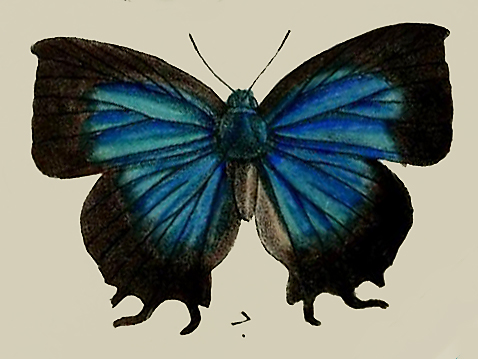
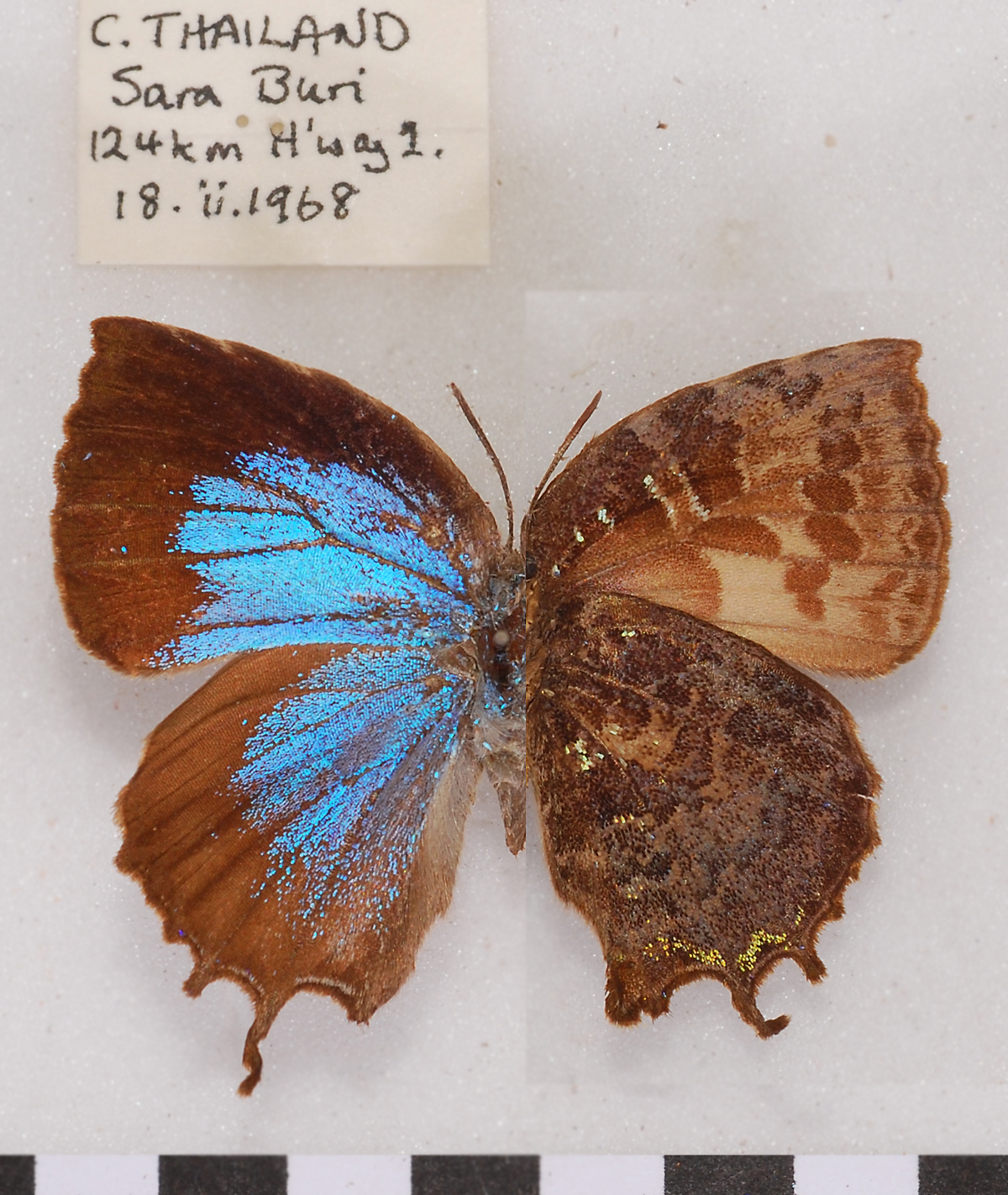